# Ulrich Hugwald
Ulrich Hugwald, auch Huldreich Mutius, (* 1496 in Wilen (Gottshaus); † 24. Januar 1571 in Basel) war ein Schweizer Gelehrter, Lehrer und reformatorischer Schriftsteller.

## Leben
Ulrich Hugwald wurde in Wilen, in der Nähe von Bischofszell (Thurgau) geboren. Er studierte vermutlich vorerst in Wien und ab 1519 an der theologischen Fakultät von Basel. Zur gleichen Zeit begann er beim Basler Drucker Adam Petri als Korrektor und Herausgeber zu arbeiten. Seit 1520 veröffentlichte er zudem eigene kirchenkritische und reformatorische Texte. Er stand mit mehreren Reformatoren in Briefkontakt, so unter anderen mit Vadian, Michael Stifel, Jacques Lefèvre d’Étaples und Guillaume Farel. 
Neben seiner Tätigkeit beim Buchdrucker Petri eröffnete Hugwald eine private Rhetorikschule für angehende Juristen und Prediger. Im Herbst 1524 traf er zusammen mit Oekolampad in Basel Thomas Müntzer und diskutierte mit ihm über die Glaubenstaufe. In der Folge schloss er sich um 1525 den Basler Täufern an und kam deswegen ins Gefängnis. Nach einem Aufenthalt als Drechsler und Bauer im Thurgau kehrte er nach Basel zurück und distanzierte sich von der Täuferbewegung. 
Bis 1529 unterrichtete er an der Universität von Basel und ab 1535 an der Lateinschule auf Burg in Basel. Im Jahr 1539 veröffentlichte er eine mehrbändige Chronik De Germanorum prima origine. Nachdem er 1541 den Grad eines Magister Artium erworben hatte, wurde er 1542 zum Professor an der Universität Basel ernannt und lehrte Logik, Ethik und Poetik. Sein Haus auf der Burg verkaufte er 1549 an seinen Freund Thomas Platter. Hugwald starb im Januar 1571 in Basel.

## Werke
- Dialogus, studiorum, suorum, prooemium et militiae initium. Basel 1520 Digitalisat
- Ad omnes qui Christum, seu regnum dei, ex animo quaerunt. Basel 1520. Digitalisat
- Ad Sanctam Tigvrinam Ecclesiam Vdalrici Hvgvaldi Epistola. Basel 1521. Digitalisat
- Tres epistolae, quarum ultima legunt qui hodie Euangelistas persequuntur et caveant, ne lacessitus ad arma deposita redeat. Basel 1521. Digitalisat
- Est Tibi Lector Brevissimo Compendio Per Vlrichvm Hugualdum, unde hominum perditio, in quoque sit corum salus. Basel 1522. Digitalisat
- De Germanorum prima origine. moribus, institutis, legibus et memorabilibus pace et * bello gestis etc. Basiliae apud Henricum Petrum 1539.